# 28-cm-K L/40 „Kurfürst“
Die 28-cm-Kanone L/40 „Kurfürst“ war ein Eisenbahngeschütz, von dem im Ersten Weltkrieg von Krupp sechs Exemplare für das deutsche Heer gebaut wurden. Grundlage war ein Schiffsgeschütz, welches in eine für solche Geschütze entwickelte Eisenbahn- und Bettungslafette montiert worden war. Die Kanonen kamen ab 1918 an der Westfront im Einsatz und wurden nach Kriegsende entsprechend den Bedingungen des Friedensvertrages von Versailles verschrottet.